# سیارک ۵۱۷۷
سیارک ۵۱۷۷ (به انگلیسی: 5177 Hugowolf، نامگذاری:1989AY6) پنج هزار و صد و هفتاد و هفتمین سیارک کشف شده‌است که در ۱۰ ژانویه ۱۹۸۹ کشف شد.
قدر مطلق سیارک برابر ۱۳٫۹۰ است.